# Válvula ileocecal
La válvula intestinal, también llamada unión iliocecal o válvula de Bauhin, se comporta como un esfínter tanto desde el punto de vista anatómico como funcional. La distensión del íleon terminal (última parte del intestino delgado) provoca la relajación de la válvula ileocecal y favorece el movimiento del quilo hacia el colon, más concretamente para el ciego (primera parte del colon). Sirve para regular la llegada del contenido ileal al colon proximal y minimiza el reflujo del contenido cecal al íleon.
El reflujo del quilo también se verá dificultado por la disposición de este orificio del íleo, ya que el hecho de entrar en el ciego como una cierta prominencia, dificultará más el reflujo.

## Histología
La histología de la válvula ileocecal muestra un cambio abrupto en el patrón velloso de la mucosa, existe también un engrosamiento de la muscular de la mucosa, la cual es una capa de tejido muscular liso que se encuentra por debajo de la capa mucosa del tracto digestivo.
Existe también una cantidad variable de tejido linfático en torno a la válvula.